# سرچشمه‌های من
سرچشمه‌های من (به انگلیسی: I Origins) یک فیلم درام رمانتیک علمی تخیلی آمریکایی، به نویسندگی و کارگردانی مایک کیهیل و محصول سال ۲۰۱۴ میلادی است. این فیلم نخستین بار در ۱۸ ژانویهٔ ۲۰۱۴، در جشنوارهٔ ساندنس بر روی پرده رفت و در ۱۸ ژوئیهٔ ۲۰۱۴ اکران جهانی شد. سرچشمه‌های من در ۱۱ اکتبر ۲۰۱۴، برندهٔ جایزهٔ بهترین فیلم در جشنواره فیلم سیتخس شد.

## داستان
دکتر ایان گری، متخصص حوزه چشم، در تلاش برای انکار دین و خدا در تلاش است مدارکی جمع کرده و نظریه تکامل را به صورت کامل به اثبات برساند. دو نفر از دوستان او یعنی کارن و کنی در انجام این پروژه به او کمک می‌کنند. در شب هالووین، ایان با دختری به نام سوفی آشنا می‌شود که چشمان زیبایی دارد و ایان که در این حوزه تخصص دارد، از چشمان او عکس می‌گیرد. بعد از آن، این دو نفر برای رابطه جنسی به یک دستشویی می‌روند، با این حال سوفی به صورت ناگهانی او را ترک می‌کند.
بعد از این واقعه ایان دیگر قادر نیست به چیز دیگری به جز سوفی فکر کند. سرانجام بعد از چند روز جستجو، ایان موفق می‌شود سوفی را داخل یک قطار پیدا کند. بعد از این ملاقات، رابطه عاشقانه آنها شروع می‌شود، هر چند که طرز فکر سوفی کاملاً با ایان متفاوت است. یک روز آنها تصمیم می‌گیرند به صورت رسمی با هم ازدواج کنند ولی برای این کار باید بیست و چهار ساعت صبر کنند. همان‌طور که با ناامیدی از دفتر ثبت نام خارج می‌شوند، کارن با ایان تماس گرفته و به او اطلاع می‌دهد که تحقیقات به نتیجه رسیده و آزمایش موفقیت‌آمیز بوده‌است. ایان با وجود ناراحتی سوفی، او را با خود به آزمایشگاه می‌برد. داخل آزمایشگاه سوفی و یان در مورد وجود خدا بحث کرده و در طی اتفاقی یک محلول شیمیایی، به چشم ایان می‌خورد. با کمک کارن، یان می‌تواند به موقع محلول را پاک کرده و بعد به همراه سوفی به خانه برگردد. هنگامی که آنها سوار بر آسانسور هستند، در طی یک حادثه سوفی جان خود را از دست می‌دهد و ایان به یک افسردگی عمیق مبتلا می‌شود و کارن تحقیقات آنها را ادامه می‌دهد. یک شب، کارن برای او غذا می‌آورد. ایان شروع به گریه می‌کند، و بعد این دو نفر همدیگر را می‌بوسند.
فیلم هفت سال به جلو کشیده می‌شود. ایان کتابی در مورد تکامل چشم نوشته‌است که ادعا می‌کند می‌تواند وجود خدا را انکار کند. ایان و کارن اکنون ازدواج کرده و کارن باردار است، هنگامی که ایان با ناراحتی مشغول دیدن عکس‌های سوفی است، کارن پیش او می‌آید و ایان توضیح می‌دهد که خودش را سرزنش می‌کند، زیرا با وجود اختلاف‌های فکری زیاد با سوفی هیچ وقت رابطه خود را با او قطع نکرده، و در نهایت باعث مرگش شده بود. هنگامی که کودک آنها به دنیا می‌آید، بیمارستان اسکن عنبیه چشم را روی او انجام می‌دهد و نتایج در پایگاه داده وارد می‌شود و معلوم می‌شود که خصوصیات چشم توبیاس، با فردی به نام پاول ادگار دری همخوانی دارد. پرستار فکر می‌کند این یک اشکال است و دوباره نتیجه را وارد می‌کند و مشکل از بین می‌رود.
چند ماه بعد، دکتر سیمونز با ایان، تماس گرفته و ادعا می‌کند که آزمایش ادرار کودک ممکن است نشان دهنده احتمال ابتلا به اوتیسم باشد و آزمایش دیگری را که شامل عکس‌های به ظاهر تصادفی است، توصیه می‌کند. اما ایان و کارن در طی این آزمایش غیر متعارف مشکوک می‌شوند و تصمیم می‌گیرند که دربارهٔ دکتر سیمونز تحقیق کنند. ایان برخی از عکسهای این آزمایش را که به آیداهو مربوط می‌شود، پیگیری می‌کند، جایی که او با خانواده پاول ادگار دری مواجه می‌شود، و می‌فهمد که او درست قبل از بچه دار شدن آنها درگذشته است.
ایان که به این قضیه شک دارد با کمک کنی متوجه می‌شود که دکتر سیمونز، یکی از پنج نفری است که به پایگاه اطلاعات داده چشم‌ها دسترسی کامل دارد. به عنوان یک آزمایش، کنی به ایان و کارن کمک می‌کند تا چند عکس چشم، از اعضای خانواده که قبلاً مرده‌اند، را در پایگاه داده وارد کنند تا بفهمند آیا امکان وجود مورد مشابهی است یا خیر. هنگامی که کنی عکسی از چشم سوفی را وارد سیستم می‌کند، معلوم می‌شود یک مورد مشابه سه ماه قبل در هند، ثبت شده‌است. ایان برای تحقیق در مورد این موضوع به هند می‌رود. او می‌فهمد که چشمان سوفی، با دختر یتیمی به نام سالومینا مطابقت دارد که به نظر می‌رسد در میان جمعیت شهر ناپدید شده‌است. ایان هفته‌ها در شهر جستجو می‌کند، و حتی عکسی از چشم‌های سوفی را روی یک بیلبورد نصب می‌کند. چند هفته بعد، او دختربچه ای را پیدا می‌کند که به بیلبورد خیره شده‌است: یعنی همان سالومینا. ایان او را به هتل خود برمی‌گرداند و از طریق اسکایپ با کارن تماس می‌گیرد. این دو نفر یک آزمایش ساده انجام می‌دهند که نشان می‌دهد سالومینا به نوعی با خاطرات سوفی مرتبط است یا خیر. در ابتدا سالومینا به طرز عجیبی با علایق سوفی ارتباط دارد. ولی بعد کم‌کم این ارتباط کم رنگ تر می‌شود. بعد از انجام آزمون، ایان با سالومینا اتاق هتل را ترک می‌کند تا او را به معلمی به نام پریا برساند، اما وقتی به آسانسور می‌رسند، لحظه ای که درها باز می‌شوند سالومینا وحشت می‌کند و خود را به بغل ایان می‌اندازد، زیرا از وارد شدن به آسانسور وحشت دارد. بعد از این سالومینا با چشمان سوفی، به ایان نگاه می‌کند و هر دو نفر اشک می‌ریزند طوری که انگار هم را به تازگی شناخته‌اند. بعد از این، ایان در حالی که دست سالومینا را گرفته از هتل خارج می‌شود.
بعد از تیتراژ فیلم، صحنه ای از دکتر سیمونز نشان داده می‌شود که ده‌ها مورد عنبیه چشم را آزمایش می‌کند و معلوم می‌شود که به غیر از سوفی و سالومینا، موارد خیلی بیشتری در جهان وجود دارند.

## بازیگران
مایکل پیت در نقش ایان گری
بریت مارلینگ در نقش کارن
آسترید برژه-فریسبه در نقش سوفی الیزوندو
استیون ین در نقش کنی
آرچی پنجابی در نقش پریا وارما
کارا سیمور در نقش دکتر جین سیمونز
ونیدا اوانز در نقش مارگارت دری
ویلیام ماپوتر در نقش دریل مکنزی
کشیش در نقش سالومینا

## توضیحات

### عنوان
در ابتدا به نظر می‌رسد عنوان فیلم به‌صورت «I» به معنای من استفاده شده‌است اما درواقع این کلمه اشاره‌ای بر خلاصهٔ کلمهٔ «eye» که از لحاظ تلفظی هم آوا با «i» می‌باشد و به معنای چشم است، همچنین عدد مهم «۱۱» که اگر آن را دو «I» در نظر بگیریم در واقع دو «eye» است که در کنار هم مصداق دو چشم می‌باشند و این عدد در تمام فیلم به‌صورت رمز مورد استفاده قرار گرفته‌است.

### اعداد
- برای لحظه‌ای کوتاه در تیتراژ ابتدایی فقط حروف I و O در عنوان فیلم نشان داده می‌شوند؛ که نشان‌دهندهٔ علامت «IOII» می‌باشد. در باینری، عدد ۱۰۱۱ معادل یازده می‌شود که یک عدد مهم در کل فیلم است.
- تاریخی که چشمان سالومینا در مرکز جامعه قرنیه‌شناسی به سیستم اسکن شده بود، تاریخ ۱۱-۳-۲۰۱۳ را نشان می‌دهد که مجموع آن عدد ۱۱ است.
- بیلبورد عظیم اجاره‌ای در بازار دارای یک شماره تلفن ۷۳۷۶۳۴۵۴۸ بر روی خود است که به ۴۷ عدد می‌رسد و ۴ + ۷، دوباره منجر به ۱۱ می‌شود. این بیلبوردی است که ایان در نهایت اجاره می‌کند.
- صحنه‌ای در ساعت هفت و یازده دقیقه شروع می‌شود و پس از آن در اتوبوس عدد ۱۱ در همه جا نشان داده می‌شوند و صحنه با دو چشم به پایان می‌رسد. این می‌تواند به ۱۱ نیز اشاره داشته باشد زیرا کلمه «چشم» به عنوان کلمه «I» تلفظ می‌شود و «II» را می‌توان به عنوان ۱۱ خواند.
- مدت زمان اجرای فیلم در نسخه نتفلیکس یک ساعت و ۴۶ دقیقه است که به ۱۱ می‌رسد و موضوع «۱۱» را در فیلم به اثبات می‌رساند.
- در پایان سالومینا یک آزمایش را به پایان رساند و امتیاز ۴۴ را کسب کرد. این آزمون شامل ۲۵ سؤال از A-Y بود. ۴۴٪ از ۲۵ برابر ۱۱ است. در ابتدای فیلم، ۱۱ عددی است که ایان و سوفی را به هم نزدیک کرده‌است؛ و نیز نمره ۴۴٪ سالومینا ۱۱٪ بالاتر از میانگین نمره ۳۳٪ است که اتفاق دیگری در باب عدد «۱۱» در داستان است.[۶] [نیازمند منبع]

### نمادها
رستاخیز یک موضوع مهم در طول فیلم است، همان‌طور که ایان به آن اعتقادی ندارد اما سوفی به آن اعتقاد دارد. گردنبند چشمی که سوفی می‌بندد، چشم حورس، یک نماد مصری برای معاد است.

### موسیقی
کتابی که ایان در کافه تریا می‌خواند، نوشته ساعت‌ساز کور ریچارد داوکینز است. همچنین آهنگی که در صحنه آخر پخش می‌شود از آلبوم «Kid A» ریدیوهد است.

### واقعیت
چشمان سوفی که متعلق به آسترید برژه-فریسبه است، به‌صورت دیجیتالی به شخصیت سالومینا که در واقع چشمانی سیاه رنگ دارد اضافه شدند.